# 강안나
강안나(2000년 9월 9일 ~ )는 대한민국의 배우다.

## 학력
- 동덕여자대학교 방송연예과

## 출연작

### 드라마
- 2018년 TV조선 《빨간 구두》

### 영화
- 2021년 턴: 더 스트릿
- 2023년 독친 - 유리 역